# Donald Tsang
Donald Tsang (chino tradicional: 曾蔭權), (Hong Kong, 7 de octubre de 1944) es un político hongkonés, antiguo Jefe Ejecutivo de Hong Kong.

## Biografía
Donald Tsang nació en Hong Kong el 7 de octubre de 1944. Su padre fue oficial de la Policía Real de Hong Kong, siendo el mayor de seis hijos (5 hombre y una mujer). 
Entre 1981 y 1982 Tsang estudió en los Estados Unidos, donde obtuvo una Maestría en Administración Pública por la Escuela de Gobierno John F. Kennedy School de la Universidad de Harvard. 
El 25 de marzo de 2007 Tsang fue elegido por un Comité o Colegio Electoral (Election Committee) para ocupar el cargo por 5 años. Este CE de 800 miembros es resultado de una votación de la que participó el 3% de la población de Hong Kong.
Anteriormente ocupó el cargo de manera interina tras la dimisión de Tung Chee-hwa del 12 de marzo al 25 de mayo de 2005. Cedió el cargo interino a Henry Tang para dedicarse a la campaña para la elección. Como se esperaba, ganó con una amplia mayoría la elección celebrada el 15 de junio de 2005, con lo que ha sido confirmado como jefe ejecutivo hasta el verano de 2007.
El hecho de que su anterior mandato interino fuera por solo dos años se debe a una decisión controvertida, y muy criticada en Hong Kong, de las autoridades chinas. En una interpretación cuestionable de la Ley Básica de Hong Kong, las autoridades argumentaron que, al haber dimitido un jefe ejecutivo, su sustituto debería ocupar el cargo sólo durante el tiempo que le faltaba a su antecesor para completar el mandato. Algunos analistas políticos consideran que esta interpretación cuestionable de la ley se debe a una cierta desconfianza de las autoridades de China hacia Tsang, a quien no habrían querido dar un margen de confianza de más de dos años.
Político carismático y aparentemente con más apoyo popular que su predecesor, desarrolló su carrera profesional en la administración británica de Hong Kong, y fue nombrado caballero comendador de honor de la Orden del Imperio Británico poco antes de la retrocesión de Hong Kong a China en 1997. Además, ha mostrado en ocasiones ciertas simpatías por el movimiento democrático de Hong Kong y es católico practicante. 
En Hong Kong se le conoce popularmente como "Bowtie Tsang" por su predilección por las pajaritas ("bowtie", en inglés).